# Велики проналазач
„Велики проналазач” је југословенска телевизијска серија снимљена 1973. године у продукцији Телевизије Београд.

## Епизоде
| Сезона | Епизода | Назив                   | Датум              |
| ------ | ------- | ----------------------- | ------------------ |
| 1      | 1       | Два—три сата шпајза     | 28.септембра 1973. |
| 1      | 2       | Обећање, лудом радовање | 5.октобра 1973.    |
| 1      | 3       | Комшиница Да—Ли Да—Ли   | 12.октобра 1973.   |
| 1      | 4       | Господин Кљусе          | 19.октобра 1973.   |

## Улоге
| Глумац                 | Улога        |
| ---------------------- | ------------ |
| Драгомир Бојанић Гидра | (4 еп. 1973) |
| Светлана Бојковић      | (4 еп. 1973) |
| Ружица Сокић           | (4 еп. 1973) |
| Оливер Томић           | (4 еп. 1973) |

Комплетна ТВ екипа ▼
| Редитељ    | Вера Белогрлић    | (4 еп. 1973)            |
| Сценариста | Љубиша Козомара   | (4 еп. 1973)            |
| Композитор | Зоран Христић     | (непознат број епизода) |
| Сценограф  | Никола Теодоровић | (непознат број епизода) |